# Rene Russo
Rene Russo (Burbank, 17. veljače 1954.), američka filmska glumica.
Od poznatijih filmova u kojima je glumila mogu se izdvojiti treći i četvrti nastavak serijala Smrtonosno oružje, Uhvatite maloga, Otkupnina, Totalna zbrka i Showtime.

## Vanjske poveznice
- Rene Russo u internetskoj bazi filmova IMDb-u (engl.)